# 管流

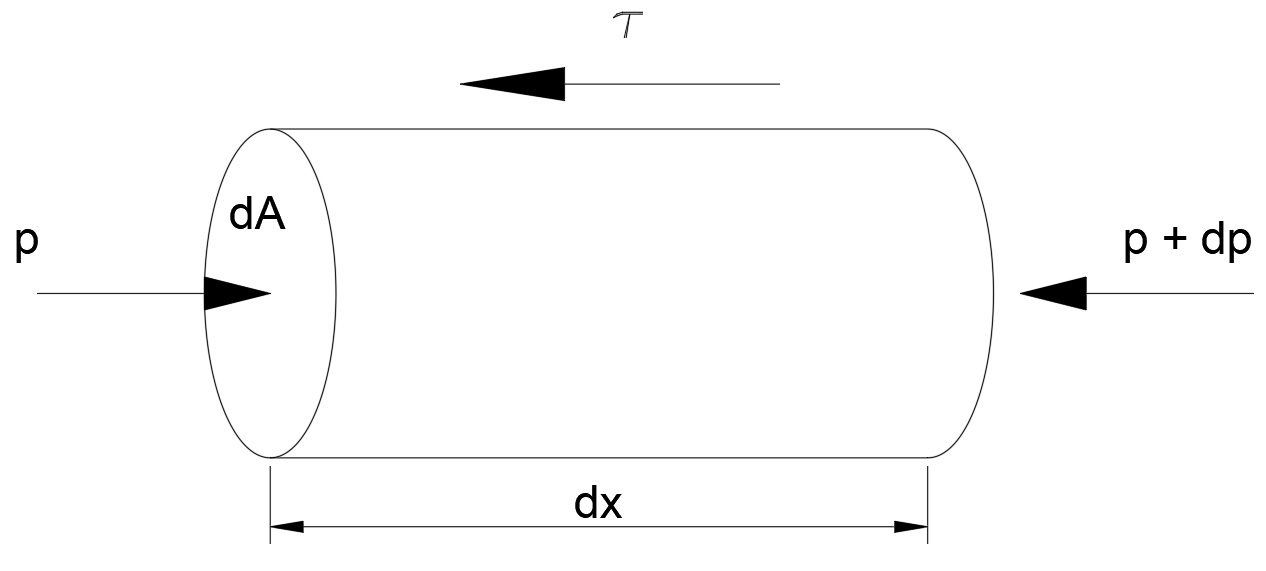
管流的圖片

管流是水力學及流體力學的分支，是指液體在管道的流動，且液體不存在自由表面，也稱為内流。存在自由表面的類似流動稱為明渠流。管流和明渠流有許多類似之處，但兩者的差異主要是在是否有自由表面。管流沒有自由表面，因此不會直接受到大氣壓力的影響，但是會受到管子內水壓的影響。
不是所有在封閉管道內的液體流都屬於管流，例如雨水排水道就是在封閉管道內，但多半存在自由表面，因此仍屬於明渠流。唯一的例外是雨水排水道全滿時，不存在自由表面，此時即可視為管流。
管流裡的能量常會表示為扬程，由伯努利定律所定義。為了在探討管流的過程中可以將扬程概念化，管流的圖中常會有水力坡線（hydraulic grade line，HGL）。管流會受到摩擦損失的影響，而摩擦損失是由達西–威斯巴哈方程式所定義。

## 層流-紊流轉態
管流的行為主要會受到黏度以及重力以及流體本身的慣性力所影響。黏度相對於慣性的影響乭以用雷诺数表示。依雷诺数的不同，管流可分為层流或紊流。在不同粗糙度的圓截面管內，若雷诺数低於大約2000的臨界值，管流最終會是層流，超過臨界值時就會有紊流出現，如穆迪圖中所說明的一樣６若是截面非圓形的管，臨界雷諾數會依截面的長寬比而變化，但仍會{\displaystyle \sim {\mathcal {O}}(10^{3})}。在一些特殊幾何截面的管子（例如特斯拉閥）內，可能在比臨界雷諾數還小一個數量級（{\displaystyle \sim {\mathcal {O}}(10^{2})}）時，就提早變成紊流。
管流可以大致分為：
- 層流 - 可參考泊肃叶定律
- 紊流 - 可參考穆迪圖